# Салтикова Ірина Іванівна
Ірина Іванівна Салтико́ва, до шлюбу Сапро́нова (нар. 5 травня 1966, Донський, Тульська область, СРСР) — російська естрадна співачка, акторка и письменниця.
Нарождена 5 травня 1966 року в Донському, Тульська область.

## Дискографія

### Студійні альбоми
- 1995 — Серые глаза
- 1996 — Голубые глазки
- 1998 — Алиса
- 2001 — Судьба
- 2004 — Я твоя
- 2009 — Была не была…

### Концертні альбоми
- 1997 — Концертное шоу Ирины Салтыковой

### DVD
- 2007 — Для тебя. 12 лучших видеоклипов на DVD

### CD-сингли
- 1995 — Серые глаза (сингл)

## Фільмографія
| Рік       |   | Українська назва            | Оригінальна назва             | Роль               |
| --------- | - | --------------------------- | ----------------------------- | ------------------ |
| 2000      | ф | Брат 2                      | Брат 2                        | камео              |
| 2001      | ф | Крила                       | Крылья                        | головна роль       |
| 2002—2002 | с | Спецназ                     | Спецназ                       | Разіна — агент ФСБ |
| 2002—2002 | с | Провінціали                 | Провинциалы                   | камео              |
| 2005—2011 | с | Кулагін і партнери          | Кулагин и партнёры            | Юля                |
| 2005—2011 | с | Даєш молодь!                | Даёшь молодёжь!               | Юля                |
| 2011      | ф | Пілот міжнародних авіаліній | Пилот международных авиалиний | співачка Ліда-Ліда |

## Книги
- Энциклопедия красоты от Ирины Салтыковой ISBN 978-5-17-050171-7, ISBN 978-5-9713-7192-2, ISBN 978-985-16-4452-6
- Большой подарок для супердевочек от Ирины Салтыковой ISBN 978-5-17-050172-4, ISBN 978-5-9713-7193-9, ISBN 978-985-16-4661-2